# Łukasz Teodorczyk
Łukasz Teodorczyk, né le 3 juin 1991 à Żuromin, est un footballeur international polonais. Il occupe actuellement le poste d'attaquant au LR Vicence.

## Biographie

### Carrière en club

#### Polonia Varsovie (2010-2013)
En janvier 2010, Łukasz Teodorczyk rejoint le Polonia Varsovie et est incorporé dans son équipe réserve. En octobre, il joue son premier match en championnat de Pologne, contre le Jagiellonia Białystok (défaite un à zéro). Il refait ensuite quelques apparitions dans le groupe professionnel, mais c'est seulement lors de la seconde partie de saison 2011-2012 qu'il parvient à s'imposer et jouer régulièrement.

#### Lech Poznań (2013-2014)
À la mi-janvier 2013, Łukasz Teodorczyk signe un contrat avec le Lech Poznań, qui est censé entrer en vigueur le 1er juillet. En effet, Poznań profite du fait que le joueur n'est plus lié à son club que pour six mois afin de l'acquérir gratuitement. Cependant, le 18 février, les dirigeants du Lech Poznań choisissent d'accélérer le transfert, et le Polonais rejoint immédiatement l'équipe. Quelques jours plus tard, Teodorczyk dispute son premier match sous ses nouvelles couleurs, face au Ruch Chorzów. Un mois plus tard, Teodorczyk fait ses premiers pas en équipe nationale, lors des éliminatoires de la Coupe du monde 2014, contre l'Ukraine.

#### Dynamo Kiev (2014-2016)
Łukasz Teodorczyk est peu utilisé dans son club de Kiev.
En 2015-2016, il compte 6 titularisations et 18 entrées en jeu mais marque malgré tout 10 buts.

#### RSC Anderlecht (2016-2018)
Le 2 août 2016, Łukasz Teodorczyk rejoint le championnat belge en signant un prêt dans le club bruxellois d'Anderlecht. Le prêt est assorti d'une option d'achat de 5 millions d'euros.
Łukasz Teodorczyk bat un record vieux de plus de 100 ans lors de la rencontre face au Sporting Charleroi : 6 buts lors de ses 6 premières titularisations. Il dépasse ainsi le Néerlandais Ruud Geels, auteur de 5 buts en 5 matches. Grâce à ses bonnes prestations en première partie de saison, il attire l'œil d'autres clubs européens dont l'Anglais West Brom alors que l'option d'achat n'est pas encore levée par Anderlecht. Le 22 décembre 2016, il inscrit un doublé contre La Gantoise faisant de lui le meilleur buteur de Pro League à la trêve avec un total de 15 buts en 19 matches de championnat. L'option d'achat du prêt est levée le 30 mars 2017 et il s'engage avec le club jusqu'en 2020.

#### Udinese Calcio (2018-2020)
Désireux de réduire sa masse salariale, le RSCA Anderlecht pousse Łukasz Teodorczyk vers la sortie. Le joueur trouve un accord avec le club italien Udinese Calcio.
En Serie A, Lukazs Teodorczyk participe à 30 matches en 2 ans mais ne joue que des petites minutes. 
Il n'a marqué qu'un seul but depuis son arrivée dans la botte.

#### Sporting de Charleroi (depuis 2020)
Le 5 octobre 2020, Lukazs Teodorczyk est prêté sans option d'achat au Sporting de Charleroi pour la saison 2020-2021 afin de se relancer.

## Statistiques
| Saison                | Club                  | Championnat           | Championnat | Championnat | Coupe(s) nationale(s) | Coupe(s) nationale(s) | Supercoupe | Supercoupe | Compétition(s) continentale(s) | Compétition(s) continentale(s) | Compétition(s) continentale(s) | Pologne | Pologne | Total | Total |
| Saison                | Club                  | Division              | M.          | B.          | M.                    | B.                    | M.         | B.         | Comp.                          | M.                             | B.                             | M.      | B.      | M.    | B.    |
| 2010-2011             | Polonia Varsovie      | Ekstraklasa           | 6           | 0           | 1                     | 1                     | -          | -          | -                              | -                              | -                              | -       | -       | 7     | 1     |
| 2011-2012             | Polonia Varsovie      | Ekstraklasa           | 11          | 4           | 0                     | 0                     | -          | -          | -                              | -                              | -                              | -       | -       | 11    | 4     |
| 2012-2013             | Polonia Varsovie      | Ekstraklasa           | 13          | 6           | 1                     | 0                     | -          | -          | -                              | -                              | -                              | 1       | 2       | 15    | 8     |
| Sous-total            | Sous-total            | Sous-total            | 30          | 10          | 2                     | 1                     | -          | -          | -                              | -                              | -                              | 1       | 2       | 33    | 13    |
| 2012-2013             | Lech Poznań           | Ekstraklasa           | 14          | 1           | 0                     | 0                     | -          | -          | -                              | -                              | -                              | 2       | 1       | 16    | 2     |
| 2013-2014             | Lech Poznań           | Ekstraklasa           | 32          | 20          | 2                     | 1                     | -          | -          | C3                             | 4                              | 3                              | 3       | 0       | 41    | 24    |
| 2014-2015             | Lech Poznań           | Ekstraklasa           | 4           | 3           | 0                     | 0                     | -          | -          | C3                             | 2                              | 0                              | 0       | 0       | 6     | 3     |
| Sous-total            | Sous-total            | Sous-total            | 50          | 24          | 2                     | 1                     | -          | -          | -                              | 6                              | 3                              | 5       | 1       | 63    | 29    |
| 2014-2015             | Dynamo Kiev           | Premier-Liga          | 13          | 5           | 5                     | 2                     | -          | -          | C3                             | 6                              | 3                              | 1       | 0       | 25    | 10    |
| 2015-2016             | Dynamo Kiev           | Premier-Liga          | 10          | 5           | 3                     | 1                     | -          | -          | C1                             | 4                              | 0                              | 1       | 0       | 18    | 6     |
| Sous-total            | Sous-total            | Sous-total            | 23          | 10          | 8                     | 3                     | -          | -          | -                              | 10                             | 3                              | 2       | 0       | 43    | 16    |
| 2016-2017             | RSC Anderlecht (prêt) | Jupiler Pro League    | 38          | 22          | 2                     | 1                     | -          | -          | C1+C3                          | 0+13                           | 0+7                            | 5       | 1       | 58    | 31    |
| 2017-2018             | RSC Anderlecht        | Jupiler Pro League    | 33          | 15          | -                     | -                     | 1          | 0          | C1                             | 6                              | 0                              | 6       | 0       | 46    | 15    |
| Sous-total            | Sous-total            | Sous-total            | 71          | 37          | 2                     | 1                     | 1          | 0          | -                              | 19                             | 7                              | 11      | 1       | 104   | 46    |
| 2018-2019             | Udinese Calcio        | Série A               | 16          | 1           | -                     | -                     | -          | -          | -                              | -                              | -                              | -       | -       | 16    | 1     |
| 2019-2020             | Udinese Calcio        | Série A               | 6           | 0           | 2                     | 0                     | -          | -          | -                              | -                              | -                              | -       | -       | 8     | 0     |
| Sous-total            | Sous-total            | Sous-total            | 22          | 1           | 2                     | 0                     | -          | -          | -                              | -                              | -                              | -       | -       | 24    | 1     |
| Total sur la carrière | Total sur la carrière | Total sur la carrière | 191         | 82          | 14                    | 6                     | 1          | 0          | -                              | 35                             | 13                             | 19      | 4       | 260   | 105   |

## Palmarès
| Lech Poznań - Championnat de Pologne (1) : - Champion : 2014-15. |  | Dynamo Kiev - Championnat d'Ukraine (2) : - Champion : 2014-15 et 2015-16. - Coupe d'Ukraine (1) : - Vainqueur : 2014-15. - Supercoupe d'Ukraine (1) : - Vainqueur : 2016-17. |  | RSC Anderlecht - Championnat de Belgique (1) : - Champion : 2016-17. - Supercoupe de Belgique (1) : - Vainqueur : 2017. |